# Maurice Dobb
Maurice Herbert Dobb (Londra, 24 luglio 1900 – 17 agosto 1976) è stato un economista inglese, tra i principali studiosi dell'economia politica marxista.

## Biografia e studi
Maurice Dobb nasce a Londra nel 1900 e studia presso il Pembroke College, per poi iscriversi ai corsi di economia politica all'Università di Cambridge. In seguito insegna all'Università di Londra e, successivamente, al Trinity College di Cambridge. I suoi contributi sono incentrati soprattutto su una riabilitazione della teoria del valore lavoro così come proposta dai classici e interpretata da Karl Marx, che era stata messa in disparte dalla nuova scuola marginalista e neoclassica, ma i suoi interessi andarono anche oltre quest'argomento, come testimoniano le sue opere. Muore nel 1976.

## Opere
- Capitalist Enterprise and Social Progress, 1925
- Russian Economic Development since the Revolution, 1928
- Wages, 1928
  - Edizione in italiano:  Maurice Dobb, I salari, Torino, Giulio Einaudi Editore, 1965  [1928].
- "Economic Theory and the Problems of a Socialist Economy", 1933
- Political Economy and Capitalism: Some essays in economic tradition, 1937
  -  Maurice Dobb, Economia politica e capitalismo, Torino, Giulio Einaudi Editore, 1950  [1937].
- Marx as an Economist, 1943
- Studies in the Development of Capitalism, 1946
  -  Maurice Dobb, Problemi di storia del capitalismo, Roma, Editori Riuniti, 1958  [1946].
- Soviet Economic Development Since 1917, 1948
  -  Maurice Dobb, Storia dell'economia sovietica, Roma, Editori Riuniti, 1957  [1948].
- Some Aspects of Economic Development, 1951
- On Economic Theory and Socialism, 1955
- An Essay on Economic Growth and Planning, 1960
  -  Maurice Dobb, Sviluppo economico e pianificazione, Roma, Editori Riuniti, 1963  [1960].
- Papers on Capitalism, Development and Planning, 1967
- Welfare Economics and the Economics of Socialism, 1969
  -  Maurice Dobb, Economia del benessere ed economia socialista, Roma, Editori Riuniti, 1972  [1969].
- "The Sraffa System and Critique of the Neoclassical Theory of Distribution", 1970, De Economist
- Socialist Planning: Some problems.  1970
- Theories of Value and Distribution Since Adam Smith, 1973
  -  Maurice Dobb, Storia del pensiero economico : teorie del valore e della distribuzione da Adam Smith ad oggi, Roma, Editori Riuniti, 1974  [1973].
- "Some Historical Reflections on Planning and the Market", 1974, in Abramsky, Essays in Honour of E.H.Carr, Londra, Macmillan Press
- Introduzione a K. Marx, Il Capitale. Critica dell'economia politica, a cura di D. Cantimori, Editori Riuniti, Roma, I (1), pp. 7-21.